# Grand Prix E3 2004
Le Grand Prix E3 2004 est la 47e édition de cette course cycliste masculine sur route. Il a lieu le 27 mars 2004 en Belgique. Elle a été remportée par le Belge Tom Boonen (Quick Step-Davitamon) devant l'Estonien Jaan Kirsipuu (AG2R Prévoyance) et le Letton Andris Naudužs (Domina Vacanze).

## Présentation

### Équipes
Vingt-trois équipes participent à la course : 20 faisant partie des GSI, la première division mondiale, et les trois dernières des GSII, la seconde division mondiale.
| Groupes sportifs I (20)- AG2R Prévoyance - Alessio-Bianchi - Bankgiroloterij - Brioches La Boulangère - Chocolade Jacques-Wincor Nixdorf - Cofidis-Le Crédit par Téléphone - Crédit agricole - CSC - De Nardi - Fdjeux.com - Landbouwkrediet-Colnago - Lampre - Lotto-Domo - Mr Bookmaker.com-Palmans - Quick Step-Davitamon - Rabobank - Relax-Bodysol - Saeco - T-Mobile - US Postal Service-Berry Floor Groupes sportifs II (3)- Acqua & Sapone - Domina Vacanze - Vlaanderen-T-Interim |
| |

## Classements

### Classement final[2],[3],[4],[5]
| \| Classement général \| Classement général \| Classement général \| Classement général \| Classement général \| \| Coureur \| Coureur \| Pays \| Équipe \| Temps \| \| ------------------ \| ------------------- \| ------------------ \| -------------------------------- \| ------------------ \| \| 1er \| Tom Boonen \| Belgique \| Quick Step-Davitamon \| 4 h 31 min 00 s \| \| 2e \| Jaan Kirsipuu \| Estonie \| AG2R Prévoyance \| + 0 s \| \| 3e \| Andris Naudužs \| Lettonie \| Domina Vacanze \| + 0 s \| \| 4e \| Steven de Jongh \| Pays-Bas \| Rabobank \| + 0 s \| \| 5e \| Marcus Ljungqvist \| Suède \| Alessio-Bianchi \| + 0 s \| \| 6e \| Gabriele Balducci \| Italie \| Saeco \| + 0 s \| \| 7e \| Andreas Klier \| Allemagne \| T-Mobile \| + 0 s \| \| 8e \| Roger Hammond \| Royaume-Uni \| Mr Bookmaker.com-Palmans \| + 0 s \| \| 9e \| Léon van Bon \| Pays-Bas \| Lotto-Domo \| + 0 s \| \| 10e \| Fabio Baldato \| Italie \| Alessio-Bianchi \| + 0 s \| \| 11e \| Dave Bruylandts \| Belgique \| Chocolade Jacques-Wincor Nixdorf \| + 0 s \| \| 12e \| Romāns Vainšteins \| Lettonie \| Lampre \| + 0 s \| \| 13e \| Óscar Freire \| Espagne \| Rabobank \| + 0 s \| \| 14e \| Robbie McEwen \| Australie \| Lotto-Domo \| + 0 s \| \| 15e \| Roy Sentjens \| Pays-Bas \| Rabobank \| + 0 s \| \| 16e \| Stefano Zanini \| Italie \| Quick Step-Davitamon \| + 0 s \| \| 17e \| James Vanlandschoot \| Belgique \| Relax-Bodysol \| + 0 s \| \| 18e \| Stijn Devolder \| Belgique \| US Postal Service-Berry Floor \| + 0 s \| \| 19e \| Steffen Wesemann \| Allemagne \| T-Mobile \| + 0 s \| \| 20e \| Sergueï Ivanov \| Russie \| T-Mobile \| + 0 s \| |                     |             |                                  |                 |
| |                     |             |                                  |                 |
| |                     |             |                                  |                 |
| Classement général |                     |             |                                  |                 |
| Coureur | Coureur             | Pays        | Équipe                           | Temps           |
| 1er | Tom Boonen          | Belgique    | Quick Step-Davitamon             | 4 h 31 min 00 s |
| 2e | Jaan Kirsipuu       | Estonie     | AG2R Prévoyance                  | + 0 s           |
| 3e | Andris Naudužs      | Lettonie    | Domina Vacanze                   | + 0 s           |
| 4e | Steven de Jongh     | Pays-Bas    | Rabobank                         | + 0 s           |
| 5e | Marcus Ljungqvist   | Suède       | Alessio-Bianchi                  | + 0 s           |
| 6e | Gabriele Balducci   | Italie      | Saeco                            | + 0 s           |
| 7e | Andreas Klier       | Allemagne   | T-Mobile                         | + 0 s           |
| 8e | Roger Hammond       | Royaume-Uni | Mr Bookmaker.com-Palmans         | + 0 s           |
| 9e | Léon van Bon        | Pays-Bas    | Lotto-Domo                       | + 0 s           |
| 10e | Fabio Baldato       | Italie      | Alessio-Bianchi                  | + 0 s           |
| 11e | Dave Bruylandts     | Belgique    | Chocolade Jacques-Wincor Nixdorf | + 0 s           |
| 12e | Romāns Vainšteins   | Lettonie    | Lampre                           | + 0 s           |
| 13e | Óscar Freire        | Espagne     | Rabobank                         | + 0 s           |
| 14e | Robbie McEwen       | Australie   | Lotto-Domo                       | + 0 s           |
| 15e | Roy Sentjens        | Pays-Bas    | Rabobank                         | + 0 s           |
| 16e | Stefano Zanini      | Italie      | Quick Step-Davitamon             | + 0 s           |
| 17e | James Vanlandschoot | Belgique    | Relax-Bodysol                    | + 0 s           |
| 18e | Stijn Devolder      | Belgique    | US Postal Service-Berry Floor    | + 0 s           |
| 19e | Steffen Wesemann    | Allemagne   | T-Mobile                         | + 0 s           |
| 20e | Sergueï Ivanov      | Russie      | T-Mobile                         | + 0 s           |

## Liste des participants
| Légende | Légende                                                                    | Légende | Légende                                                    |
| ------- | -------------------------------------------------------------------------- | ------- | ---------------------------------------------------------- |
| Num     | Dossard de départ porté par le coureur sur ce Grand Prix E3                | Pos     | Position à l'arrivée de la course                          |
|         | Indique un maillot de champion national ou mondial, suivi de sa spécialité | NP      | Indique un coureur qui n'a pas pris le départ de la course |
| AB      | Indique un coureur qui n'a pas terminé la course                           | HD      | Indique un coureur qui a terminé la course hors des délais |